# Mompantero
Mompantero là một đô thị ở tỉnh Torino trong vùng Piedmont, có vị trí cách khoảng 50 km về phía tây của Torino. Tại thời điểm ngày 31 tháng 12 năm 2004, đô thị này có dân số 681 người và diện tích là 30,1 km².
Đô thị Mompantero có các frazioni (các đơn vị trực thuộc, chủ yếu là các làng) Urbiano, Seghino, Pietrastretta, Grangia, Marzano, San Giuseppe, và Trinità.
Mompantero giáp các đô thị: Usseglio, Novalesa, Venaus, Bussoleno, Giaglione, Susa.